# Dödsstraff i Storbritannien

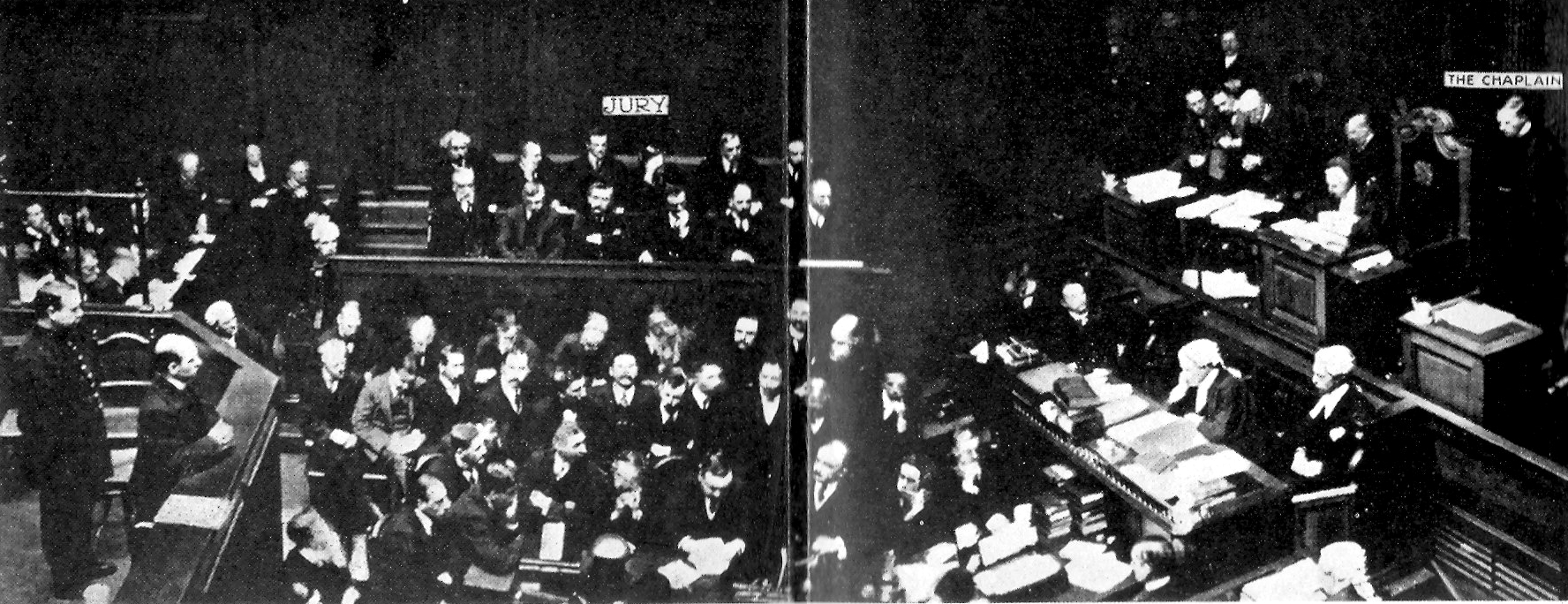
Giftmördaren Frederick Seddon får sin dom 1912.

Dödsstraff i Storbritannien har praktiserats av brittiska domstolar från unionens bildande 1707 (tidigare hade det avskaffats i Kungariket England under 1000-talet av Vilhelm Erövraren) tills det avskaffades definitivt 1998 (för förräderi och militära förbrytelser). 
De sista avrättningarna verkställdes i England den 13 augusti 1964 då rånmördarna Gwynne Owen Evans och Peter Anthony Allen hängdes.

## Historia
Dödsstraffet praktiserades i mycket begränsad mån av saxarna, som föredrog olika former av böter och blodspengar, och avskaffades helt av Vilhelm Erövraren efter slaget vid Hastings. Hans son Henrik I återinförde det emellertid, och under den sena medeltiden blev det en mycket vanlig påföljd, vanligen verkställd genom dränkning eller hängning. Adelsmän tenderade avrättas genom halshuggning, och 1351 stadgades hängning, dragning och fyrdelning för förrädare av Edvard III. De berömda avrättningsplatserna vid Tyburn och Smithfield togs i bruk under 1100- respektive 1200-talet.
Under Tudortiden var dödsstraff i olika former mycket vanliga, och det uppskattas att engelska domstolar verkställde över 70 000 dödsdomar under Henrik VIII:s regeringstid. Bland annat infördes kokning som avrättningsmetod för giftmördare år 1532 och användes ett fåtal gånger innan det avskaffades efter kungens död. Ett antal av hans egna rådgivare och två av kungens fruar mötte döden på schavotten, inklusive Thomas Cromwell, Anne Boleyn‚ Catherine Howard och Earlen av Surrey.

## 1800-talet
Under början av 1800-talet stadgade Storbritannien genom sin s.k. Bloody Code dödsstraff för över 200 förbrytelser, varav de allra flesta benådades nästan per automatik till fängelse eller deportation, till exempel till Australien. Mellan 1770 och 1830 utfärdade brittiska domstolar omkring 35 000 avrättningar, varav 7 000 gick i verkställighet, de allra flesta genom hängning. Dränkning och bålbränning hade praktiserats sedan Medeltiden men upphörde att användas under 1600- respektive 1700-talet. Förrädare dömdes fortfarande till hängning, dragning och fyrdelning men efter 1680-talet mildrades den faktiska domen till hängning eller halshuggning, varefter kroppen styckades postumt; 1870 ersattes det med hängning. Halshuggning, tidigare förbehållet adelsmän, avskaffades de facto under tidigt 1800-tal (de jure genom en kriminalreform 1973) och 1823 genomdrevs Judgement of Death Act, som stadgade att dödsstraff skulle vara obligatoriskt endast för mord och förräderi (vilket förblev praxis till 1957 respektive 1998). Offentliga avrättningar avskaffades 1868, då även dödsstraffets avskaffande diskuterades. Bland andra den liberale parlamentsledamoten John Stuart Mill höll ett uppmärksammat parlamentstal där han försvarade straffet och presenterade några av de klassiska argumenten i dödsstraffsdebatten.
| ” | Och vi kan föreställa oss att någon frågar hur vi ska kunna förhindra lidande genom att själva utfärda det. Men på det skulle jag svara, alla skulle svara, att förhindra lidande genom att skapa det är inte bara möjligt, utan själva syftet med en rättsstat. Visar bötfällning av en brottsling vår brist på respekt för egendom eller fängslandet av honom vår brist på respekt för frihet? Precis lika orimligt är det att anta att tagandet av ett liv som tagit ett annat är att visa otillräcklig respekt för mänskligt liv. Vi visar, tvärtom, vår yttersta respekt för det genom anammandet av en regel att den som förnekar en annan denna rättighet mister den själv, och medan inget annat brott han kan begå berövar honom denna rätt till liv så skall detta brott göra det. John Stuart Mill, 1868 | „ |

## 1900-talet
Mellan 1900 och 1949 avrättades 621 män och 11 kvinnor i England och Wales (Skottland och Nordirland var under separat rättsväsende och är så än idag). De allra flesta dödsdomar mot kvinnor (88 % under det samlade 1900-talet) slutade med benådning, mot knappt hälften (44 %) av alla mäns. Dödsstraffet begränsades till personer över 16 år genom Children Act 1908 och till 18 år genom Children and Young Persons Act 1933. Utvecklingsstörda, gravida och ammande kvinnor var ytterligare kategorier som gavs närmast automatiskt benådning sedermera omsatt i ny lagstiftning.
Tre fall under perioden efter andra världskriget bidrog till att intensifiera en tidigare ganska passiv debatt om dödsstraffet. 
- Timothy Evans hängdes i mars 1950 för mord på sin nyfödda dotter; efter hans död avslöjades hans hyresvärd John Christie som seriemördare (och avrättades 1953 för bland annat mordet på Evans' hustru). Evans hade betraktats som lätt utvecklingsstörd och, trots att ha uppnått vuxen ålder vara analfabet. Evans frikändes under 1960-talet och ombegravdes utanför fängelset.
- 1953 hängdes, något oväntat, 19-årige Derek Bentley för mord sedan han dömts till döden för att tillsammans med den minderårige Christopher Craig brutit sig in i en lagerlokal, då hans kamrat skjutit en ditkommen polis i huvudet. Bentley ansågs ligga på ett barns mentala nivå och hans samverkan byggde på att han (fastän själv arresterad och tillbakahållen av poliser) ansågs ha hetsat sin kamrat till att avfyra det dödande skottet. Under praxis om joint enterprise, tillstyrkt av att pojkarna burit vapen (vilket ansågs ha gjort den om än oplanerade handlingen övervägd) dömdes Bentley för samma brott på grund av sitt utrop (Let Him Have It!), som emellertid försvarssidan såg som en uppmaning att överlämna pistolen. Craig dömdes till förvaring och släpptes senare.
- 1955 hängdes Ruth Ellis för att ha kallblodigt skjutit ihjäl sin våldsamme pojkvän. Det faktum att hon använde ett skjutvapen och själv bekräftat sin avsikt på plats anses ha bidragit till att straffet inte sedvanligt mildrades. På avrättningsdagen samlades stora protestskaror utanför Hollowayfängelset och skanderade bland annat Evans - Bentley - Ellis, vilket av vissa sågs som att Ellis jämställdes med två mer eller mindre oskyldiga på grund av sitt kön. I Storbritannien gick nio år från avrättningen av den sista kvinnan (Ellis) till den sista mannen (Evans/Allen) mot nästan 30 år i Frankrike.

1957 genomdrevs Criminal Justice Act of 1957, vilken avskaffade obligatoriskt dödsstraff för mord och etablerade sex kategorier för vilka domare skulle betrakta dödsstraff som rimlig påföljd; 
- Upprepade mord (vid skilda tillfällen, samtliga begångna i Storbritannien)
- Mord på en polis i tjänst
- Mord på en fängelsevakt (begånget av en fånge)
- Mord genom skjutvapen eller sprängämnen
- Mord under flykt från arrestering eller fängelse
- Rånmord

Lagen införde även undantag för personer med begränsad skuld p.g.a. utvecklingsstörning (tidigare hade endast psykos eller uppenbar verklighetsfrånvaro räknats som giltiga) samt för dödshjälp och självmordspakter där en eller flera parter överlevt. Mord som inte levde upp till någon av de fem kategorierna klassades som non-capital och bestraffades normalt med livstids fängelse.
Så sent som 1952 hade 23 avrättningar per annum verkställts i England och Wales, vilket motsvarade de lösta mord i vilka personen varit en mentalt frisk vuxen och inte erhållit benådning av drottningen (i praktiken fattades beslutet i modern tid av inrikesministern, som bestyrkte eller avslog nådeansökan). Efter Criminal Justice Act minskade antalet drastiskt från tolv år 1955 till inga år 1956 (då lagen utformades) och tre 1957 (då den gått i verkställighet), fem 1958, sju 1959, fyra 1960, åtta 1961, tre 1962 och tre 1963 (inklusive Nordirland, Kanalöarna och Skottland). Avrättningen av James Hanratty för våldtäkt och pistolmord 1962 blev också kontroversiell, då han av kritiker (bland annat John Lennon, som uttryckte det under en konsert genom en stor banderoll) sågs som oskyldig och allmänt oförmögen till att ha kunnat begå en så kallblodig handling; 2002 antydde emellertid DNA-bevis motsatsen efter flera tester. Hängningarna av Evans och Allen 1964 blev de sista i landet; samma år tillträdde Harold Wilsons första Labourregering och 1965 genomdrevs Abolition of Capital Punishment Act, vilken stadgade livstid som standardstraff för alla mord.
Lagen förnyades på obestämd tid 1969, året innan Wilsons regering föll, och utvidgades 1973 till Nordirland. Jersey avskaffade dödsstraffet 1984 och Isle of Man 1994. Efter 1969 röstade underhuset åtskilliga gånger, utan framgång, om dödsstraffets införande under vissa förhållanden, senast 1994. Dödsstraffet för spionage avskaffades 1981, för piratbrott och förräderi av Tony Blairs ministär genom Criminal Justice Act of 1998 för att passa in landet efter EU-normer. Samma år borttogs straffet för ett antal helt militära förbrytelser sedan ett nytt fördrag om dödsstraffets avskaffande även under sådana omständigheter framlagts. Sedan 1950-talet har opinionsundersökningar visat en majoritet om 50-60 % för dödsstraffets återinförande, även om den gradvis minskat från omkring 80 % på 1950-talet.
De sista dödsdomarna avkunnades mot David Chapman 1965 (Storbritannien), Patrick McCarron 1964 (Skottland), Edgar Black 1963 (Wales), Liam Holden 1973 (Nordirland) och Anthony Teare 1992 (Isle of Man). Teares fall (hans fall, ett kontraktmord, omprövades 1994 och livstids fängelse utdömdes) var det sista i vilket den svarta tygbiten (som bars av domaren på den sedvanliga peruken vid avkunnande av dödsdom för att markera avstånd från den högre makten) användes i Storbritannien. Dödsstraffet försvann slutligen från lagboken på Jersey år 2006.

### Fotnoter
1. ↑  Richard Clark. ”The end of capital punishment in Europe” (på engelska). Capital Punishment UK. http://www.capitalpunishmentuk.org/biblio.html. Läst 16 januari 2017.